# Ocean (chanson)
 (octobre 2018).
Pour les articles homonymes, voir Ocean.
Singles par Martin Garrix
Game Over
(2018) High on Life
(2018)
Singles par Khalid
This Way
(2018) Eastside
(2018)
Ocean est une chanson du DJ Martin Garrix. Le titre est sorti le 15 juin 2018 . La chanson est écrite par Martin Garrix. Le titre est certifié disque d'or aux États-Unis et disque d'argent au Royaume-Uni.

## Liste du format et édition
| 1. | Ocean (feat Khalid) | 3:36 |

| 1. | Ocean (Martin Garrix & Cesqeaux Remix) | 3:42 |
| 2. | Ocean (Bart B More Remix)              | 3:05 |
| 3. | Ocean (Cazztek Remix)                  | 4:56 |
| 4. | Ocean (Todd Helder Remix)              | 2:20 |
| 5. | Ocean (Slique Remix)                   | 3:38 |
| 6. | Ocean (DubVision Remix)                | 5:15 |
| 7. | Ocean (Goja Remix)                     | 3:35 |

| 1. | Ocean (Banx & Ranx Remix) | 3:36 |
| 2. | Ocean (VAN DUO Remix)     | 3:56 |
| 3. | Ocean (Syn Cole Remix)    | 3:22 |
| 4. | Ocean (MYRNE Remix)       | 3:43 |
| 5. | Ocean (Holy Goof Remix)   | 5:47 |

## Classements
| Classement (2018)                       | Meilleure position |
| --------------------------------------- | ------------------ |
| Pays-Bas (Nederlandse Top 40)           | 16                 |
| Autriche (Ö3 Austria Top 40)            | 23                 |
| Belgique (Flandre Ultratop 50 Singles)  | 42                 |
| Belgique (Wallonie Ultratop 50 Singles) | 48                 |
| France (SNEP)                           | 127                |
| Allemagne (Media Control AG)            | 38                 |
| Suède (Sverigetopplistan)               | 11                 |
| Suisse (Schweizer Hitparade)            | 25                 |
| Australie (ARIA)                        | 12                 |
| Canada (Hot 100)                        | 28                 |
| Danemark (Tracklisten)                  | 17                 |
| Italie (FIMI)                           | 78                 |
| Norvège (VG-lista)                      | 14                 |
| Portugal (AFP)                          | 16                 |
| Espagne (PROMUSICAE)                    | 88                 |